# المحاكاة الاجتماعية
المحاكاة الاجتماعية هي حقل بحثي يطبق أساليب الحاسوب لدراسة القضايا في العلوم الاجتماعية. وتتضمن هذه القضايا مشكلات في علم النفس، والدراسات التنظيمية، و علم الاجتماع والعلوم السياسية والاقتصاد والأنثروبولوجيا والجغرافيا والهندسة التطبيقية وعلم الآثار واللغويات(Takahashi, Sallach & Rouchier 2007).
تهدف المحاكاة الاجتماعية إلى عبور الفجوة بين المنهج الوصفي المستخدم في الدراسات الاجتماعية والمنهج الرسمي المستخدم في العلوم الصعبة، وذلك بنقل التركيز على العمليات والآليات والسلوكيات التي تبني الواقع الاجتماعي.
في المحاكاة الاجتماعية، تدعم أجهزة الكمبيوتر أنشطة الإنسان المنطقية عن طريق تنفيذ هذه الآليات. يستكشف هذا المجال محاكاة للمجتمعات كنظام معقد.
وهو أمر تصعب دراسته باتباع النماذج القائمة على المعادلات الرياضية الكلاسيكية. يعتبر روبرت أكسيلورد المحاكاة الاجتماعية طريقة ثالثة لإنجاز العلوم، وهي بخلاف المنهجين الاستنباطي والاستقرائي، تنتج كميات من البيانات يمكن تحليلها بالحث، لكنها تأتي من مجموعات دقيقة من القواعد المخصصة بدلاً من قياسها مباشرة في العالم الفعلي. وبالتالي فإن محاكاة الظاهرة يكون أقرب إلى توليدها - بناء مجتمعات مصطنعة. واجهت هذه الأهداف الطموحة انتقادات عديدة.
وهو أمر تصعب دراسته باتباع النماذج القائمة على المعادلات الرياضية الكلاسيكية. يعتبر روبرت أكسيلورد المحاكاة الاجتماعية طريقة ثالثة لإنجاز العلوم، وهي بخلاف المنهجين الاستنباطي والاستقرائي، تنتج كميات من البيانات يمكن تحليلها بالحث، لكنها تأتي من مجموعات دقيقة من القواعد المخصصة بدلاً من قياسها مباشرة في العالم الفعلي. وبالتالي فإن محاكاة الظاهرة يكون أقرب إلى توليدها - بناء مجتمعات مصطنعة. واجهت هذه الأهداف الطموحة انتقادات عديدة. يتم الترويج لمنهجية المحاكاة الاجتماعية في الدراسات الاجتماعية وتنسيقها من قبل ثلاث اتحادات محلية وهي «جمعية المحاكاة الاجتماعية الأوروبية» في أوروبا، وفي أمريكا الشمالية (يعاد تنظيمها بمسمى جديد CSSS) وجمعية PAAA آسيا والمحيط الهادي.